# Tour Colombes
Pour les articles homonymes, voir Colombe (homonymie).
L'ancien hôtel particulier appelé actuellement la  Tour Colombes est un immeuble avec tour classé du centre historique de la ville belge de Huy (province de Liège). 
Il est repris sur la liste du patrimoine immobilier classé de Huy depuis le 17 juillet 1978.

## Situation
L'immeuble se situe à Huy, au no 9 de la rue l'Apleit, à l'angle de la rue des Coucous, à une centaine de mètres de la rive droite de la Meuse. Deux autres immeubles de la rue situés aux nos 8 (la maison Lebrun) et 15 sont aussi repris sur la liste du patrimoine immobilier classé de Huy.

## Histoire
Cet immeuble a été construit dans la première moitié du XVIIe siècle et a subi des transformations vers 1800.

## Description
De base presque carrée (environ 13 m sur 14 m), cet immeuble est bâti en brique et pierre calcaire pour le soubassement, les encadrements des baies, les bandeaux et les chaînages d'angle. La façade avant donnant sur la rue de l'Apleit se compose de trois niveaux (deux étages) et de quatre travées avec baies vitrées à hauteur dégressive par niveau mais ne possède pas de porte d'entrée. Cette façade a été rehaussée d'un troisième niveau aux alentours de 1800 contrairement à la façade arrière de trois travées qui a maintenu ses deux niveaux originels et sa haute toiture pentue en ardoises au-dessus des trois travées. Au carrefour avec la petite rue des Coucous, le rez-de-chaussée de la façade avant est prolongé à droite vers la rue l'Apleit par un muret de pierre calcaire d'une hauteur en courbe décroissante se terminant par une colonne carrée surmontée d'une vasque et flanquée de plusieurs chasse-roues à sa base.

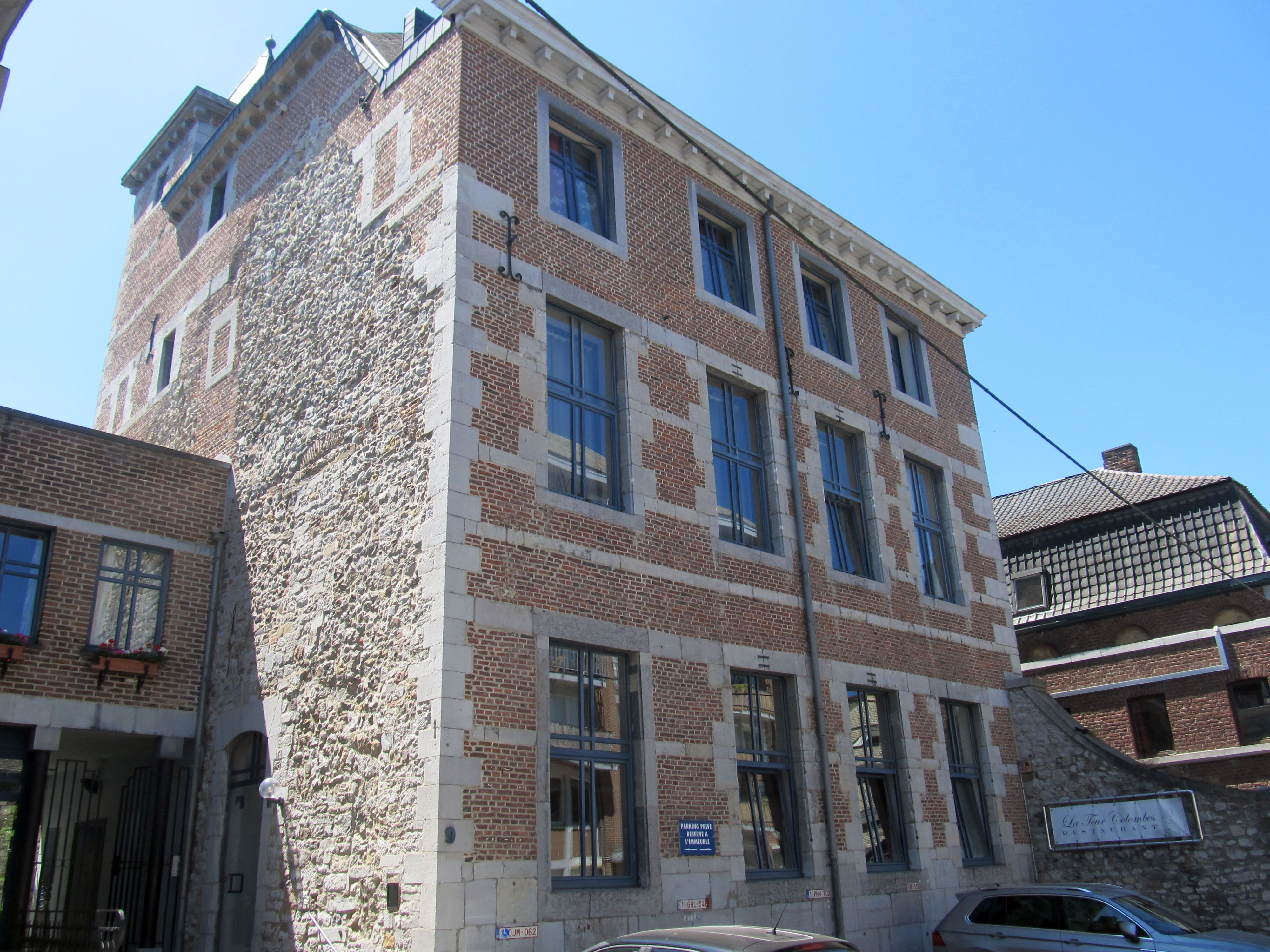
Façade avant, rue l'Apleit

À l'angle sud (façade arrière), une tour carrée de quatre niveaux et d'environ 4 m de côté domine le bâtiment. Elle est aussi construite en brique et possède une dizaine de bandeaux en pierre calcaire sur sa face sud.